# マツヤハウジング
マツヤハウジング株式会社は、東京都千代田区に本社を置くマンションデベロッパーで、東京の城南地域をコアエリアとして、周辺エリアにマンション分譲を行なっている。

マツヤハウジングは、ファミリー向け、シングル・DINKS向けの各マンションを「エム・ブランド」（M－Brand）のブランド名で提供している。

同社のパンフレットによると、エム・ブランドの「M」は、マツヤハウジングの「M」ではなく「マインド　Mind」の「M」であり、住まう人の思い（マインド）を反映させるようなマンションを供給したいという意味を込めたとしている。

マツヤハウジングのM－Brandは、マンションデベロッパーの顧客満足度ランキングで、常にトップクラスに顔を出している。

マツヤハウジングは、2008年7月に民事再生法申立を行なったが、支援要請を受けた、上場企業オーナーでありフリージアマクロスを率いる佐々木ベジがスポンサーに入り、現在は佐々木ベジの指導の下で再建に向かっているという。但し、社員は相当数退職。

## 概要
- 所在：東京都千代田区外神田4丁目6番7号　カンダエイトビル2階
- 設立：1976年4月1日
- 資本金：1億円

## 沿革
- 1976年 マツヤハウジング（株）設立
- 1982年 オーナーズマンション事業に着手
- 1988年 売上高100億円達成
- 1989年 資本金を1億円に増資
- 1992年 シングルライフマンション事業に着手
- 1993年 ファミリーマンション事業に着手
- 1995年 不動産特定共同事業の許可取得
- 2003年 売上高126億円。経常利益8億円
- 2004年 伊田テクノス株式会社（JASDAQ上場）のグループ会社となる。社長 久保棟男 就任
- 2006年 資本金を14億9696万円に増資 　建設工事業許可取得。

　 不動産流動化事業運営会社マツヤ･アセットマネジメント設立
　 マンション管理会社　東邸管理株式会社をグループ化（100%子会社）
　 本社移転（品川区南大井6丁目大森ベルポート内）
- 2008年　民事再生法手続申立（負債総額279億円）
- 2009年　再生計画案認可決定確定。フリージアマクロス（東証二部上場）グループに入る。

　 代表取締役　佐々木ベジ就任　東京都千代田区に本社移転